# José Fernando Escobar Estrada
José Fernando Escobar Estrada (Itagüí, 27 de abril de 1972) es un ingeniero y político colombiano.

## Biografía
Nació en Itagüí, el 27 de abril de 1972, en el municipio, hijo de Alfonso Escobar y Maruja Estrada. Ingeniero Civil con Título en Ingeniería de Procesos, Título de Urban Planing and Land Readjustment Proyect.
En el sector público ha desempeñado cargos como Secretario de Infraestructura de la ciudad. Con 59 756 votos, la mayor votación registrada en el municipio, fue elegido como alcalde de Itagüí el 27 de octubre de 2019.
Se lanzó como candidato para la alcaldía del municipio de Itagüí y participó de las elecciones regionales de Colombia de 2019, donde finalmente salió vencedor con el 48,96% de votación, el equivalente a 59 756 votos. En ese entonces, Escobar Estrada estaba afiliado al Partido Conservador Colombiano y fue ratificado como candidato el 20 de mayo de 2019.
En 2021, Escobar Estrada fue premiado por la Fundación para el Desarrollo de la Solidaridad y la Inclusión Social con el premio Alcalde Solidario e Incluyente de Colombia 2021 por sus contribuciones al desarrollo y ejecución del «Mejor programa de atención integral a la familia, enfocado en el fortalecimiento del tejido social». Asimismo, en diciembre de 2023, fue premiado por Colombia Líder por la implementación de programas exitosos de fortalecimiento familiar.
Después de su mandato como alcade, Escobar trabajó durante 2024 como secretario de Infraestructura de Itagüí.